# Estación Asukayama
La estación Asakuyama (飛鳥山駅停留場 Asukayama-teiryūjō?) de la línea Toden Arakawa, pertenece al único sistema de tranvías de la empresa estatal Toei, y está ubicada en el barrio especial de Kita, en la prefectura de Tokio, Japón. El tramo entre esta y la estación Ōji Eki-mae es compartido con el tráfico vehicular de la calle Meiji.

## Otros servicios
En cercanías a la estación, también disponen de una parada las siguientes líneas del Toei Bus.
- Calle Meiji (hacia el norte)
  - Línea 40: hacía complejo habitacional cercano a la estación Nishiarai (vía estación Ōji)
  - Línea 40: hacía la terminal norte (vía estación Ōji)
  - Línea 55
  - Línea 64: hacía la estación Asakusa (vía estación Oku y estación Shin-Mikawashima
- Calle Meiji (hacia el sur)
  - Líneas 40, 55 y 64: hacía la estación Ikebukuro (vía estación Nishi-Sugamo)
  - Línea 64: hacía templo Kōganji (vía estación Nishi-Sugamo)

## Sitios de interés
- Parque Asukayama
  - salida sur estación Ōji (Línea Keihin-Tōhoku)
- Oficina regional tributaría de Tokio
- Museo del Papel
- Museo de la Ciudad de Kita
- Museo conmemorativo de Shibusawa
- Jardines Kyū-Furukawa y mansión, antiguamente pertenecientes a Furukawa Toranosuke
- Calle Meiji  y ruta nacional 122

## Historia
- 1911 (20 de agosto): Apertura.
- 1942 (1 de febrero): Es adquirido por Ciudad de Tokio.
- 1957 (12 de enero): Comienza a funcionar temporalmente con servicios de trolebús.
- 1968 (31 de marzo): Vuelve a operar con servicios tranviarios.
- 1971 (18 de marzo): Comienza a operar como estación de la actual línea Arakawa.